# Fábrica Pueblo Nuevo
Fábrica Pueblo Nuevo är en ort i kommunen San José del Rincón i delstaten Mexiko i Mexiko. Samhället hade 909 invånare vid folkräkningen 2020.